# Black Butte
El Black Butte  es un estratovolcán que constituye el punto más alto en el centro del estado de Oregón, al nordeste de los EE. UU. Hace parte de la Cordillera de las Cascadas y se encuentra en el parque nacional de Deschutes. Al ser un buen punto de observación en la región, su cumbre alberga, desde principios del siglo XX, instalaciones destinadas a la supervisión de los posibles incendios forestales.

## Toponimia
La montaña se llama Turututu  en la lengua amerindia local mientras que las primeras menciones de Black Butte, que literalmente significa «colina negra» aparecieron en  el año 1855 con la llegada de los primeros colonos.

## Geografía
El Black Butte se sitúa al noroeste de EE. UU, en el centro del estado de Oregón, en el condado de Jefferson·. El límite con el condado de Deschutes pasa por la vertiente meridional, de este a oeste, a una altitud máxima de 1670 metros. Al noroeste, se encuentra a menos de 15 kilómetros de la ciudad de Sisters y a 45 kilómetros de Bend, mientras que Salem, la capital del estado, se encuentra a 125 kilómetros y Portland, la ciudad más poblada, se encuentra a unos 150 kilómetros al noroeste. Las costas bañadas por el Océano Pacífico se encuentran a poco menos de 200 kilómetros hacia el oeste. La ruta nacional 20 bordea el Black Butte. La cumbre se encuentra a 1962 metros de altitud en la Cordillera de las Cascadas. Su prominencia es de 938 metros; la cumbre más elevada y más cercana es la del Cráter Negro a 17 kilómetros al suroeste, se trata de otro volcán del arco volcánico de las Cascadas. 
El Black Butte, considerado como un volcán apagado, se compone de andesita basáltica. Aunque parezca no haber sido erosionado por las glaciaciones, su edad es mucho mayor que la de los volcanes de la Cordillera de las Cascadas situados más al oeste y que han sido muchísimo más afectados por la erosión. Esto se explica por el hecho de que la altitud es menos acusada y las precipitaciones son más débiles al este de la Cordillera de las Cascadas, lo que limita la formación de glaciares. El Metolius, un curso de agua afluente al río Deschutes, tiene su nacimiento justo al norte del volcán. El bosque que recubre las pendientes del extinto volcán se compone en su mayor parte de pino ponderosa.

## Historia

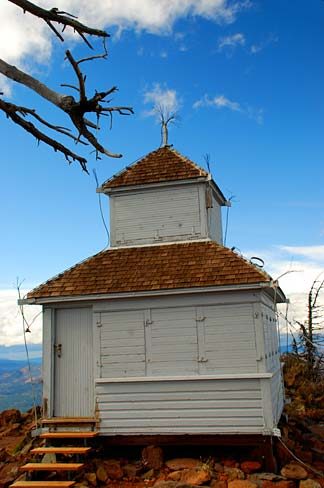
Vista de la cabaña construida en 1923.

Una torre de vigía se construyó en el Black Butte en la década de 1910. En 1923 se construyó una cabaña al este de la cumbre; una cúpula de forma cuadrada corona la cabaña, sin embargo, esta cúpula nunca ha permitido una observación de 360° alrededor de la montaña. Así, en 1934, una torre de vigilancia de fuego de una altura de 25 metros con una plataforma de 2,5 metros de lado, su verticalidad en la cumbre la hacen idónea para detectar focos de incendio en los bosques colindantes. Estuvo en uso hasta 1990 En 1980, a unos 30 metros de la cabaña (que fue transformada en un almacén), se construyó un refugio para los vigilantes. Finalmente, una segunda torre, aún en uso, se construyó en 1995 a unos 150 metros al sureste de la primera torre, tiene una altura de 20 metros y dispone de una plataforma con una superficie de tres metros. La primera torre se vino abajo en diciembre de 2001 por el peso del hielo··.

## Actividades

### Caminatas y ascensiones
El Servicio Forestal de EE. UU cuenta con una ruta que recorre el volcán hasta casi unos 1475 metros de altitud, hasta casi media pendiente, la ruta forestal 1110. La otra mitad no puede ser recorrida si no es a través de un sendero de caminatas de casi 3200 metros de longitud en la vertiente meridional, la llegada hasta la cumbre demora una hora y media aproximadamente·.

### Protección medioambiental
El Black Butte forma parte del parque nacional de Deschutes, que fue creado en 1908 y se extiende a lo largo de 6 462 km² de superficie.

Vista panorámica de los volcanes de las Cascadas desde la cumbre del Black Butte, con el refugio construido en 1980 en primer término a la derecha.